# Naučna literatura
Naučna literatura obuhvata akademske radove koji izveštavaju o originalnom empirijskom i teoretskom radu u prirodnim i društvenim naukama. U okviru oblasti istraživanja, relevantni radovi se često nazivaju „literatura“. Akademsko izdavaštvo je proces doprinosa rezultatima nečijeg istraživanja u literaturi, što često zahteva proces recenzije.
Originalna naučna istraživanja koja se prvi put objavljuju u naučnim časopisima nazivaju se primarnom literaturom. Patenti i tehnički izveštaji, za manje rezultate istraživanja i inženjerske i dizajnerske radove (uključujući kompjuterski softver), takođe se mogu smatrati primarnom literaturom.
Sekundarni izvori uključuju preglede (koji sumiraju nalaze objavljenih studija kako bi se istakli napredak i nove linije istraživanja) i knjige (za velike projekte ili široke argumente, uključujući kompilacije članaka).
Tercijarni izvori mogu uključivati enciklopedije i slična dela namenjena široj javnoj potrošnji.

## Tipovi naučnih publikacija
Naučna literatura može uključivati sledeće tipove publikacija:
- Naučni članci objavljeni u naučnim časopisima
- Patenti o relevantnom predmetu (na primer, biološki patenti i hemijski patenti)
- Knjige koje je u potpunosti napisao jedan autor ili nekoliko koautora
- Uređeni tomovi, gde je svako poglavlje u nadležnosti drugog autora ili grupe autora, dok je urednik odgovoran za određivanje obima projekta, pisanje radova po rasporedu i obezbeđenje doslednosti stila i sadržaja
- Prezentacije na akademskim konferencijama, posebno onima koje organizuju aučena društva
- Vladini izveštaji kao što je forenzička istraga koju sprovodi vladina agencija kao što je NTSB
- Naučne publikacije na Svetskoj mreži (iako se, na primer, naučni časopisi sada obično objavljuju na vebu)
- Knjige, tehnički izveštaji, pamfleti i radni dokumenti koje izdaju pojedinačni istraživači ili istraživačke organizacije na sopstvenu inicijativu; oni su ponekad organizovani u serije.

Literatura se takođe može objavljivati u oblastima koje se smatraju „sivim“, jer se objavljuju van tradicionalnih kanala. Ovaj materijal se obično ne indeksira u glavnim bazama podataka i može uključivati priručnike, teze i disertacije, ili biltene.
Značaj različitih vrsta naučnih publikacija može varirati između disciplina i vremenom se menjati. Prema Džejmsu G. Spejtu i Raselu Foutu, časopisi sa recenzijom su najistaknutiji i najprestižniji oblik publikacije. Univerzitetske štampe su prestižnije od komercijalnih štampanih publikacija. Status radnih dokumenata i zbornika konferencija zavisi od discipline; oni su tipično važniji u primenjenim naukama. Vrednost objavljivanja kao preprinta ili naučnog izveštaja na vebu je u prošlosti bila niska, ali u nekim predmetima, kao što su matematika ili fizika visokih energija, sada je prihvaćena alternativa.

### Naučni radovi i članci
Naučni radovi su kategorisani u deset tipova. Njih osam ima specifične ciljeve, dok druga dva mogu varirati u zavisnosti od stila i nameravanog cilja.

## Literatura
- Robert G. Bartle (1990) "A brief history of the mathematical literature" from American Mathematical Society.